# (15977) Pyraechmes
(15977) Pyraechme ist ein Asteroid aus der Gruppe der Jupiter-Trojaner. Damit werden Asteroiden bezeichnet, die auf den Lagrange-Punkten auf der Bahn des Jupiter um die Sonne laufen.
(15977) Pyraechme wurde am 19. Juni 1998 im Verlauf des LINEAR-Projekts am Lincoln Laboratory ETS (IAU-Code 704) bei Socorro entdeckt. Er ist dem Lagrangepunkt L5 zugeordnet.
Der Asteroid wurde am 7. April 2025 nach Pyraichmes benannt, einem Anführer der Paionier im Trojanischen Krieg.